# وانگ جین (کماندار)
وانگ جین (انگلیسی: Wang Jin؛ زادهٔ ۵ دسامبر ۱۹۶۰) کماندار زن اهل چین بود. وی در بازی‌های المپیک تابستانی ۱۹۸۴ شرکت کرده‌است.